# La gallina che sognava di volare
La gallina che sognava di volare (마당을 나온 암탉?, Madang-eul na-on amdalkLR) è un romanzo breve per bambini sotto forma di favola della scrittrice sudcoreana Hwang Sun-mi pubblicato nel 2000 e che è stato trasposto nel film d'animazione Leafie - La storia di un amore.

## Trama
Il libro racconta la storia di una gallina che nell'edizione italiana si chiama Gemma. Lei non è contenta della sua situazione di gallina ovaiola e non vuole più deporre le uova a comando solo per farle portare via senza mai poterle covare. Ogni giorno, attraverso la gabbia nella quale si trova, vede l'aia dove altri animali stanno liberi ed escogita un piano per fuggire. Smette di deporre le uova e anche di mangiare deperendo rapidamente e così il fattore la getta nella Buca della Morte dove finiscono gli animali morti. Qui riesce a sfuggire all'assalto della donnola, che ferisce beccandola in un occhio, grazie all'aiuto del germano reale Ramingo e inizia a recarsi nel vicino stagno dopo aver tentato di farsi accettare dagli animali nel fienile. La vicenda prosegue col germano che trova una compagna, un'anatra bianca che poi depone un uovo. La donnola, una notte, uccide l'anatra e Gemma finisce per trovare l'uovo e covarlo, aiutata da Ramingo che le porta cibo e distrae la donnola per salvarla. La gallina vuole diventare madre, e riesce a far schiudere l'uovo vedendo uscire Piccolo, l'anatroccolo, e intanto la donnola riesce ad uccidere anche Ramingo, che si sacrifica per il figlio e l'amica gallina. Non è facile per la gallina e il pulcino farsi accettare dagli altri animali che trovano sbagliato che una gallina abbia covato un uovo di un'altra specie. Intanto Piccolo cresce in fretta ed assume una piumaggio da germano come il padre, così che Gemma lo chiama da quel momento Colloverde. Il tempo passa, giunge l'inverno e la stagione della caccia per le donnole con l'arrivo di un enorme stormo di germani da nord. Le donnole sono diventate più numerose ed alla prima, che è molto veloce e rapida malgrado abbia un solo occhio, se ne sono aggiunte altre tre. Molte anatre selvatiche vengono predate, e Colloverde dopo vari tentativi si fa accogliere dai suoi simili. Tempo dopo viene il tempo della migrazione: le anatre selvatiche iniziano il loro viaggio di ritorno verso nord e Colloverde saluta in volo Gemma, lasciandola svuotata e triste. La donnola intanto ha avuto quattro piccoli ed è sempre più affamata, ora che le anatre sono andate via. La favola si conclude con Gemma ormai stanca e che, dopo aver concluso il suo compito, accetta di farsi mangiare per permettere alla donnola di allattare i suoi piccoli. Gemma, un attimo prima che tutto finisca, si rende conto che in fondo lei le sue ali non le ha mai usate per volare ma che avrebbe potuto.

### Personaggi principali
- Gemma, la gallina
- Ramingo, il germano reale
- Piccolo/Colloverde, il figlio di Ramingo e dell'anatra bianca covato da Gemma
- la donnola, che non ha un nome

## Trasposizioni cinematografiche
Dal libro è stato tratto il film d'animazione Leafie - La storia di un amore, che ha registrato il maggior incasso della Corea con 2,2 milioni di spettatori nel Paese.

## Riconoscimenti
Il libro di fiabe coreano è stato selezionato come miglior libro dell'anno 2012 dalla comunità letteraria online in Polonia.

## Edizioni
- Hwang, Sun-Mi, La gallina che sognava di volare, traduzione di Bérénice Capatti (traduzione dall'inglese), Milano, Bompiani, 2014, ISBN 9788845277740, OCLC 898742568.

- (EN) Hwang, Sun-Mi, The Hen Who Dreamed She Could Fly, Kazuko Nomoco (illustrazioni), London, Oneworld, 2014, ISBN 9781780745350, OCLC 892059926.
- (RO) Hwang, Sun-Mi, Gainusa care voia sa zboare, Kazuko Nomoco (illustrazioni), Arthur, 2022, ISBN 9786060864004, OCLC 1355856255.